# A Selva (1970)
A Selva é um filme de drama brasileiro de 1970 escrito e dirigido por Márcio Souza. a partir do romance do escritor português Ferreira de Castro.

## Sinopse
Alberto, após participar de uma revolução em Portugal, foge para Belém do Pará. Entregue por um tio aos cuidados de um arregimentador nordestino de seringueiros, vai parar no seringal 'Paraíso', às margens do Rio Madeira. Entra em contato com a realidade amazônica, e a surpresa daquele exuberante mundo leva-o a mudar de orientação e de mentalidade, mesmo conhecendo todas as privações comuns ao emigrante nordestino que vai para a Amazônia em busca de um Eldorado. Anistiado em Portugal, Alberto pede permissão ao dono do seringal para deixar a região e retornar a seu país. Antes de fazê-lo, porém, incendeia o barracão e o dono do seringal morre".

### Recepção da crítica
Márcio Souza declarou que: "Foi o único filme que fiz, e foi um filme importante para mim, independentemente da sua qualidade. Primeiro porque entendi que eu não entendia nada da minha região. Eu poderia ser chinês, teria dado no mesmo. Apesar de ter nascido e estudado em Manaus, eu não entendia nada."
Segundo Rodolfo Konder: "A selva, causa um grande mal-estar, porque mostra uma Amazônia sem papagaios. Durante esse tempo já vinha gestando o que se torna o passaporte para o sucesso, ao ser lançado em 1976, o romance folhetim Galvez, o imperador do Acre."
Sobre a qualidade do filme Márcio Souza afirma que: "Ele (Ferreira de Castro) assistiu ao filme, que era muito ruim, era péssimo, era uma das piores coisas que já foram feitas pelo cinema brasileiro. E ele foi assistir em uma estação em Lisboa e morreu uns três dias depois. Acho que fui eu que o matei realmente.